# Oš
Oš (in kirghiso Ош?, Oş) è un'antica città del Kirghizistan della Valle di Fergana la cui origine risale probabilmente a 3000 anni fa. La sua popolazione è formata da 3 comunità principali: Kirghisi, Uzbeki e Tagiki. 
Oš è la seconda più grande città del Kirghizistan e spesso è anche appellata come la "capitale del sud" ed è sede del Teatro Babur. È sede amministrativa della Regione di Oš dal 1939, ma la città stessa è autonoma e non fa parte della provincia.
Poco distante dalla città si trova l'altura chiamata Trono di Sulaymān dalla quale si gode un ottimo panorama sulla città.

## Storia
La città di Oš è una delle città più antiche del pianeta.
L'emergere della città di Oš è legato all'insediamento di antichi agricoltori dell'età del bronzo, scoperto sul versante meridionale del Monte Sulaiman-Too, considerato sacro da tempo immemorabile e che conserva prove di antichi culti del periodo islamico.
Tuttavia, allo stesso tempo, numerose leggende collegano la fondazione della città con i nomi di Alessandro Magno e del Profeta Sulaiman (Salomone).
Gli scienziati stanno ancora discutendo sull'etimologia del nome della città e non possono arrivare a un'unica soluzione che si adatti a tutti loro. Le sue radici sono molto profonde nei secoli. I ministri di culto collegano le origini di Oš alle leggende associate al biblico Sulaiman (Salomone). Quindi, una delle leggende dice che una volta il re guidò il suo esercito, e davanti guidò un paio di buoi con un aratro. Quando i buoi raggiunsero l'eminente montagna, Salomone disse: "Hosh!«(cioè "abbastanza"). Così è nato il nome della città. Nessuna di queste leggende spiega né il fatto dell'origine della città né l'etimologia del suo nome, ma testimonia ancora l'antichità delle occupazioni agricole degli abitanti di questi luoghi.
La storia scritta della città risale a più di mille anni fa e i reperti archeologici portano la fondazione della città a 3 mila anni fa.
L'ulteriore sviluppo della città è dovuto alla sua posizione geografica – in una valle fertile ai piedi delle montagne del Pamir, Pamir-Alay. 
Va notato che Oš era un punto di intersezione sulle rotte commerciali delle carovane dell'antichità e del Medioevo dall'India e dalla Cina all'Europa. Qui passava uno dei rami della Via della seta, che era l'arteria commerciale più importante dell'antichità, che collegava L'est con L'ovest.
Inoltre, la città commerciale di Oš era molto famosa per i suoi bazar e caravanserragli. E il bazar principale, situato sulla riva sinistra del fiume Ak- Buura, era un classico esempio di mercato coperto orientale. Per più di due millenni, il bazar principale di Oš vive la sua vita vivace e vibrante nello stesso luogo, cambiando edifici e allargando i confini.
Nei tempi antichi, Oš era uno dei centri religiosi musulmani Dell'Asia centrale. Ciò è dovuto al Sacro Monte Sulaiman-Too situato sul territorio della città, che leggende e tradizioni popolari conferiscono una forza straordinaria e la capacità di guarire qualsiasi malattia.
Secondo i dati storici, nel XVIII secolo la città di Osh divenne parte del Khanato di Kokand e nel XIX secolo fu annessa all'Impero russo. Dal 1876, Oš è stata una città della contea e dal 1939 il centro della Regione di Oš.
Durante gli anni del dominio sovietico, la città divenne un importante centro industriale. Qui operavano mulini di cotone e seta, Grenache, sgranatura di cotone e fabbriche di mattoni, fabbriche di ZHBI, fabbriche di abbigliamento e calzature, industrie alimentari, macchinari e lavorazione dei metalli.
Negli anni' 50, l'archeologo Yuri Alexandrovich Zadneprovsky e i suoi studenti trovarono i resti di un antico insediamento sul versante meridionale di Sulaiman-Too, dimostrando in seguito che gli insediamenti sul territorio dell'attuale Oš esistevano più di 3 mila anni fa. Così, nel 2000, Il 3000° anniversario di Oš è stato celebrato per la prima volta. Da allora è emersa la tradizione del 5 ottobre di celebrare la Giornata della città.
Nel 1990 vi furono duri scontri interetnici, tra kirghisi e uzbeki che coinvolsero anche la città di Uzgen, con un numero di vittime stimato tra le centinaia e le migliaia a seconda delle fonti.
L'11 giugno 2003 Oš ha ottenuto lo status di città di importanza repubblicana.

## Monumenti e luoghi d'interesse
- Museo storico e archeologico nazionale " Sulaiman-Too»
- Museo della cultura spirituale
- Bazar centrale
- Fiume Ak-Buura
- Piazza centrale e Monumento a V. I. Lenin
- Parco della cultura e del tempo libero T. Satylganov

## Amministrazione
Gemellaggi
- Yozgat, Turchia[3]